# Fraham
Fraham è un comune austriaco di 2 324 abitanti nel distretto di Eferding, in Alta Austria.